# Šklendrovec
Šklendrovec je naselje v Občini Zagorje ob Savi.